# 시얼치역

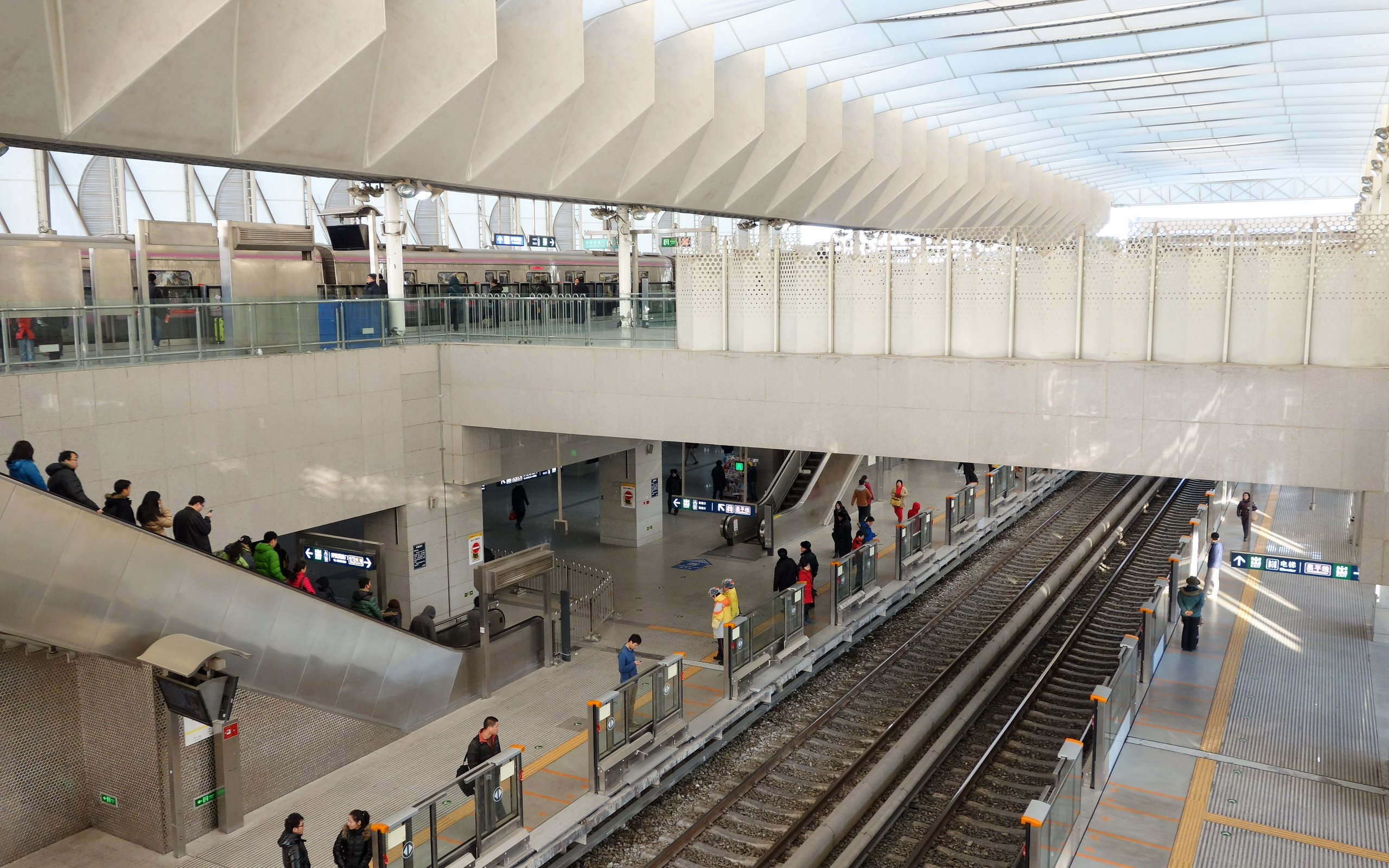
시얼치 역 내부, 2층은 창핑 선, 1층은 13호선 승강장이다.

시얼치역(西ニ旗站)은 베이징시 하이뎬 구에 위치한 베이징 지하철 13호선, 베이징 지하철 창핑 선의 역이다.

## 역 구조
13호선 역번호는 1306이다. 원래 13호선의 시얼치 역은  2002년 9월 28일 현재 역 지대의 남쪽에 있는 13호선의 서쪽 노선에 사용되었다. 2010년 12월 25일 창핑 선 개통에 맞추어, 시얼치 역이 북쪽의 새로운 지점으로 이동하여 환승을 갖추었고, 기존 역은 상점으로 전환되었다.
창핑 선 1차 구간이 완공된 후, 철도는 일시적으로 시얼치 역까지 연장되며, 앞으로도 계속 남쪽으로 연장된다. 창핑 선 남부 연장을 위한 공간을 제공하기 위해, 기존의 시얼치 역은 철거된다.

## 위치
이 역은 상디의 과학 공원 신시 로(信息路)의 북동부, 서쪽의 상디 동로(上地东路)와 G7 징신 고속공로, 동쪽의 징바오 철로에 위치하고 있다. 창핑 선과 13호선은 징신 고속공로,징바오 철로와 평행하며, 서북-동남 방향으로 배치되어있다.

## 구조
원래 시얼치 역은 디자인 규모로 인해 매우 작아서, 창핑 선을 통한 요구 사항을 충족시킬 수 없으며, 동시에 기존역을 개조할 위험이 더 크기 때문에, 창핑 선의 건설과 함께 기존역의 북쪽에 새로운 역이 세워졌다. 새로운 역은 구 역에서 38.7 m 떨어져있다.
새로운 시얼치 역의 구조는 지상 2층, 지하 2층으로 총 4층역이다. 건물 면적은 16669.6 평방 미터이다. 13호선과 주변 지역을 이용하여 반지하실을 장비 및 관리실로 구성했다. 1층의 서쪽은 역 대합실, 출구이며, 동쪽은 13호선의 승강장이다. 시얼치 역 구내에는 창핑 선 승강장이 있고 13호선의 역 동쪽에는 13호선이 고가교 및 환승 통로로 연결된다. 두 노선은 모두 상대식 승강장으로 설계되었으며, 창핑 선의 서쪽 승강장은 7m, 동쪽 승강장 5.2m의 폭이다. 13호선역의 서쪽 승강장은 4.8m, 동쪽 승강장은 4.5m의 폭이다. 13호선의 운행에 영향을 주지 않기 위해 13호선 승강장은 캔틸레버 구조를 채택했다.
역의 동쪽은 징바오 철로가 있기 때문에, 역 출구는 서쪽에 있으며, 따라서 13호선 둥즈먼 방면 승강장은 2층 다리를 통해 13호선 선로를 건너, 시즈먼 방면 승강장 일부를 지나서, 대합실을 통해 역을 나가게된다.
| 지상 2층                            |                                            |                                            |                                    |
| 상대식 승강장 (예비 승강장)         |                                            |                                            |                                    |
| 궤도                                | ■ 창핑 선 (이 측면궤도는 사용되지 않는다.) |                                            |                                    |
| 궤도                                | ■ 창핑 선 창핑시산커우 방면 (생명과학원) → |                                            |                                    |
| 상대식 승강장, 오른쪽 출입문이 열림 |                                            |                                            |                                    |
| 환승통로                            | 승강장간 연결 고가교, 13호선 환승          | 승강장간 연결 고가교, 13호선 환승          |                                    |
| 지면                                | 대합실                                     | 출구, 매표소, 티켓 자동판매기, 이카통 충전 |                                    |
| 지면                                | 상대식 승강장, 오른쪽 출입문이 열림        |                                            |                                    |
| 지면                                | 궤도                                       | ← ■ 13호선 시즈먼 방면 (상디)              |                                    |
| 지면                                | 궤도                                       | ■ 13호선 둥즈먼 방면 (룽쩌) →              |                                    |
| 지면                                | 상대식 승강장, 오른쪽 출입문이 열림        |                                            |                                    |
| 지면                                | 환승통로                                   | 승강장간 연결 고가교, 창핑 선 환승         | 승강장간 연결 고가교, 창핑 선 환승 |
| 지하 반층                           | 장비층                                     | 장비, 관리실                               |                                    |

시얼치 역 외형은 상부를 덮고있는 막 구조, 외관은 PTFE 케이블 멤브레인 구조로 되어, 아코디언처럼 물결 모양의 주름과 같은 모양을 하고있다.

## 출구
시얼치 역에는 북쪽 (A1, A2), 남쪽 (B1, B2, B3)의 출구가 있다.
구 시얼치 역에는 1개의 출구(A(서))가 있었다.

## 운영
성황기에는 창핑 선에서 오는 대규모 정기 통근자들로 인해 아침 출근 시간대가 매우 혼잡하여, 간혹 열차에서 내린 승객들이 군중에 의해 열차로 밀려 들어가기도 한다. 2013년 시얼치 역의 아침 출근 시간대 동영상이 유튜브에 업로드 되면서, 인기 동영상 순위에서 1위를 차지하여 하루에 33만 건 이상의 조회수를 기록했다.

## 인접역
| 베이징 지하철 13호선               | 베이징 지하철 13호선    | 베이징 지하철 13호선                  |
| ---------------------------------- | ----------------------- | ------------------------------------- |
| 칭허 (미개장된 추가역) 시즈먼 방면 | ■ 베이징 지하철 13호선  | 룽쩌 둥즈먼 방면                      |
| 베이징 지하철 창핑 선              |                         |                                       |
| 생명과학원 창핑시산커우 방면       | ■ 베이징 지하철 창핑 선 | 칭허 (2021년 개통 예정) 지먼차오 방면 |

## 사진첩
- 시얼치 역 외관
- 시얼치 역 남쪽 출구
- 시얼치 역내 통로
- 시얼치 역 13호선 승강장
- 시얼치 역 창핑 선 승강장
- 시얼치 역외 (북)선로

구 시얼치 역
- 구 시얼치 역(시얼치 역 남쪽)을 지나는 13호선 열차
- 구 시얼치 역 외부
- 구 시얼치 역 승강장